# Robert Böttcher (Kunsterzieher)
Otto Robert Böttcher (* 16. August 1890 in Neukirchen, Kreis Osterburg, Provinz Sachsen; † 5. Dezember 1962 in West-Berlin) war ein Protagonist der Kunsterziehung im deutschen Nationalsozialismus.

## Leben und Wirken
Böttcher wurde Reichssachbearbeiter des NS-Lehrerbundes und ab 1938 als Nachfolger von Erich Parnitzke Schriftleiter der Zeitschrift Kunst und Jugend des NS-Lehrerbundes. Sein öffentlich erklärtes Ziel war die Reinigung der Kunst im Deutschen Reich von „undeutschen Verirrungen“ und die Überwindung der „modernen Unkunst“. Er war zunächst Zeichenlehrer in Zwickau, später lebte er in Berlin und war nach dem Zweiten Weltkrieg im Westteil der Stadt als Studienrat und Lehrer tätig.
Böttcher starb 1962 im Alter von 72 Jahren in einem Berliner Krankenhaus. Er war seit 1914 mit Martha Marie Elsbeth geb. Reinefarth verheiratet.

## Publikationen (Auswahl)
- Kunst und Kunsterziehung im neuen Reich. Hirt, Breslau 1933.
- Die "Kunsterziehung" in den neuen amtlichen Lehrplänen der oberen Schulen. In: Kunst und Jugend, N.F.18.1938, S. 162 ff.
- Erziehung zum Wehrwillen im Zeichen- und Kunstunterricht. In: Kunst und Jugend 7/8 (1940), S. 61–69.
- Ein neuer Weg zur Volkskunst. Erlebnisse bei den deutschen Soldaten in Norwegen. In: Nationalsozialistische Monatshefte, März 1941, S. 52 ff.
- Schönheit der Arbeit in der Schule. In: Weltanschauung und Schule, September 1941, S. 197 ff.